# 피 리앤 아웅
피 리앤 아웅(버마어: ပြည့်လျှံအောင် [pjḛ l̥jœ̀ɰ̃ ʔàʊɰ̃], 1994년 12월 17일 ~ )은 미얀마의 축구 선수로, 포지션은 골키퍼이다.
만달레이에서 태어나 2017년 미얀마 내셔널리그의 야다나본 FC에 입단했다. 2021년까지 총 43 경기에 출장했다.
2021년 미얀마 축구 국가대표팀으로 선발됐다.
2021년 5월 28일 일본 지바시 후쿠다 전자 아레나에서 열린 2022년 FIFA 월드컵 아시아 지역 2차 예선 일본전에서 피 리앤 아웅은 국가 제창중에 미얀마 쿠데타에 대한 항의 표시로 세 손가락 경례를 했다. 그는 자신이 세 손가락 경례를 한 이유에 대해 ‘군이 자신의 눈 앞에서 국민을 죽이고 박해를 하는 상황을 세계에 알리고 싶었기 때문’이라고 이후 NHK와의 인터뷰를 통해 밝혔다.
피 리앤 아웅은 미얀마로 돌아갈 경우 신변이 위험할 것이라고 생각하여 6월 16일 간사이 국제공항에서 미얀마 대표팀이 탈 예정인 귀국 비행기편을 타지 않고 망명 신청을 하였다. 일본 정부는 7월 2일 그에게 ‘응급 피난 조치’로 반년 동안 체류할 수 있는 자격을 주었다.
7월 23일 피 리앤 아웅은 J3리그에 속한 YSCC 요코하마의 연습생이 되었다.